# Rustam Rahimov
Rustam Rahimov (tadż.: Рустамхоҷа Раҳимов, Rustamchodża Rahimow; ur. 16 lutego 1975 w Duszanbe) – niemiecki bokser, brązowy medalista igrzysk olimpijskich w Atenach.

## Kariera amatorska
W 2003 roku podczas mistrzostw świata w Bangkoku zdobył brązowy medal w wadze muszej. W półfinale pokonał go złoty medalista tych mistrzostw, Somjit Jongjohor.
W 2004 startował na igrzyskach olimpijskich w Atenach. W ćwierćfinale pokonał Paulusa Ambundę, a w półfinale przegrał z Yuriorkisem Gamboą. Tego samego roku zdobył brąz podczas mistrzostw europy w Puli, w wadze muszej.
W 2005 roku zdobył srebrny medal w wadze koguciej na mistrzostwach świata w Mianyang. W finale przegrał z Kubańczykiem Guillermo Rigondeauxem.